# 野間真
野間 真（のま まこと、1963年（昭和38年）- ）は東京都新宿区にある撮影会・スタジオいちごはうすの主宰者で、有限会社アルテミスプロモーション取締役。かつては芸能プロモーターであり、芸能プロダクション事業を行っていた。

## 略歴
1963年（昭和38年）生まれ。中学時代に高田みづえの歌謡に興味を引かれ、麻布高校在学中にアイドル歌謡に夢中になる。早稲田大学進学後は土日、夏休みのほとんどを女性アイドルイベントに費やし、会場に足を運ぶこと延べ500日に及んだ。学生時代のサークル活動で、学園祭でのアイドルコンサートを開催したほか、当時、島田奈美の所属していたメリーゴーランドでアルバイトをしていた。卒業後はそのまま同社に入社し、島田奈美ファンクラブ担当を経て、井上麻美のマネージャーとなる。
しかし、芸能界が従来のアイドル路線を転換しようとする動きを察して、1993年（平成5年）11月に、アイドルらしいアイドルを自ら育てるべく独立し、有限会社アルテミスプロモーションを設立した。水野あおいが所属アイドル第一号だが、野間自身が学生時代にお気に入りだった佐野量子を意識したコンセプトにキャラ付けをし、プロモーションを展開した。1995年（平成7年）2月2日には、水野あおいが出演していたフジテレビの深夜バラエティ番組「天使のU・B・U・G（てんしのうぶげ）」の企画コーナー、社長水着ファッションショーに出演、水着姿となって登場している。
また、アルテミスプロモーションは伝統的なアイドルらしいアイドルの路線を貫く中で、地下アイドル（プレアイドル）の多く所属する芸能プロダクションとして有名であった。
同事務所の所属者には水野あおい、森下純菜、鈴木まりえ、南かんな、遠山かすみ、秋野ひとみ、井上麻美、藤沢悠、徳永愛、岡本ひかりが在籍していた。
2004年（平成16年）6月30日に自らの健康上の理由で有限会社アルテミスプロモーションの芸能プロダクション業務を停止し活動の一線から退いたが、2004年（平成16年）7月17日に女の子をモデルとした少人数撮影会を行う、スタジオいちごはうすを東京都新宿区に開設した。

## CD監修
2006年（平成18年）3月29日に発売された、1980年代の女性アイドルのデビュー曲を収録したCD「80'sメモリアル・アイドル ファースト・キッス」では監修を務めた。